# Swing Cleaning
Swing Cleaning es un corto de animación estadounidense de 1941, de la serie Gabby. Fue producido por los estudios Fleischer y distribuido por Paramount Pictures.

## Argumento
En el castillo real de Lilliput se está llevando a cabo la gran limpieza anual. El rey confiesa a Gabby que la supervisión de tal actividad es algo realmente agotador y el pequeño sabelotodo se ofrece para ello argumentando que es una de sus especialidades.
Su desastrosa intervención causará grandes disgustos a todos los cortesanos que participan en tan ingente tarea.

## Realización
Swing Cleaning es la quinta entrega de la serie Gabby y fue estrenada el 11 de abril de 1941.
En este episodio, además del imprescindible Gabby, aparece King Little, quien ya apareciera en el primer corto de la serie (King for a Day). Ambos también fueron personajes de la película de 1939 Gulliver's Travels.